# Деревянск
 Деревянск  — село в Усть-Куломском районе Республики Коми, административный центр и единственный населённый пункт сельского поселения Деревянск.

## География
Расположено на левом берегу реки Вычегда в устье реки Деревянной на расстоянии примерно 17 км по прямой от районного центра села Усть-Кулом на запад-северо-запад.

## История
Возникло в 1658 году, в 1678 отмечено как «деревня Деревянного кряжу на реке на Вычегде над курьёю Келчовою» с 10 дворами. С 1706 в деревня стала погостом после постройки деревянной церкви Рождества Христова (с 1878 каменная). В 1707 здесь было 24 двора. В 1784 в селе Деревянском было 70 дворов, 432 человека, и ещё 40 дворов, 290 человек насчитывалось в деревне Нижний конец. В 1859 здесь было 89 дворов и 676 человек, имелось 2 церкви. В 1916 в селе было 424 двора и 2089 человек, в 1926—500 и 2115 человек. В 1885 в селении имелись 3 церкви. В 1904 открылась библиотека, в 1912 — земское училище.
В 1926—1928 годах в храме Рождества Христова села Деревянска служил и проповедовал архиепископ Русской православной церкви Пахомий (Кедров), высланный на три года в автономную область Коми (Зырян) (в 1981 году Русской православной церковью заграницей прославленный в лике новомучеников).
К 1930 в селе существовали две школы, изба-читальня, агропункт, лесохимическая мастерская, участок милиции и проч. В 1970 в Деревянске проживало 2026 человек, в 1989—1380 человек.

## Население
Постоянное население составляло 1058 человек (коми 84 %) в 2002 году, 796 в 2010.